# 士仁
士仁（？—？），字君義，一作傅士仁，幽州廣陽人（今北京市），三国时期蜀漢與孫吳人物。史書上一般都記載其姓名為士仁，然而《三國志·蜀志·關羽傳》有一個地方寫成傅士仁，《三国演义》乃至《资治通鉴》的一些章节亦將其記為傅士仁，但學者多认为是史書傳抄過程的謬誤。

## 生平
士仁本為蜀將，駐紮於公安，由於和關羽不和，和麋芳認為關羽輕視自己。219年，關羽北伐（樊城之戰），士仁和麋芳因為未能供給足夠軍需，關羽揚言回師後將二人治罪，二人心感畏懼。當時關羽正於樊城圍攻曹將曹仁，與麋芳一同倒戈，迎接吳軍入主荊州。
士仁原本拒守城池不出，呂蒙派虞翻前往遊說，士仁也拒絕接見。虞翻寫信給士仁，告誡士仁吳軍之所以能輕易兵臨公安且一路上未被斥候察覺亦無烽火警訊，那是因為吳軍早就有內應了，如今呂蒙將逕取南郡，士仁獨守孤城，進退皆無生路。士仁讀過信之後，涕泣出降。虞翻认为士仁可能诈降，于是呂蒙派兵接管公安，帶士仁去給麋芳看，麋芳於是開城投降。

## 评价
- 杨戏：“古之奔臣，礼有来逼，怨兴司官，不顾大德。靡有匡救，倍成奔北，自绝于人，作笑二国。”（《三国志·邓张宗杨传第十五》）
- 李贽：“傅士仁真反也，罪不容诛。”“若傅士仁，孟达，则反国之贼也，罪不容诛矣。”（汇评三国志演义）

## 艺术形象

### 《三国演义》
《三国演义》記載士仁的名字為傅士仁。傅士仁慫恿麋芳降吳，讓呂蒙順利佔領荊州，使關羽無後退之路，間接害得關羽兵敗將亡。後來夷陵之戰時，劉備大軍征吳，傅士仁與麋芳亦是其復仇目標，蜀軍勢如破竹，聲勢大振時，二人听到军心有变，知道有軍士打算殺掉他們二人，於是趁夜殺死馬忠，帶著其首級重新投奔蜀國，希望求得赦免。但劉備無意饒恕，遂将傅士仁與麋芳一同斬首。

### 石像
四川有“诸葛双忠祠”纪念蜀汉末年在绵竹关战死的诸葛瞻及其子诸葛尚，为四川重要蜀汉遗址之一。祠内有“蜀汉三叛”士仁、麋芳与郝普的石雕跪像，与诸葛瞻父子形成强烈对比。

### 影视形象
- 2004年电视剧《武圣关公》：耿圣凯饰演傅士仁